# Serpent à plumes
Pour les articles homonymes, voir Serpent à plumes (homonymie).

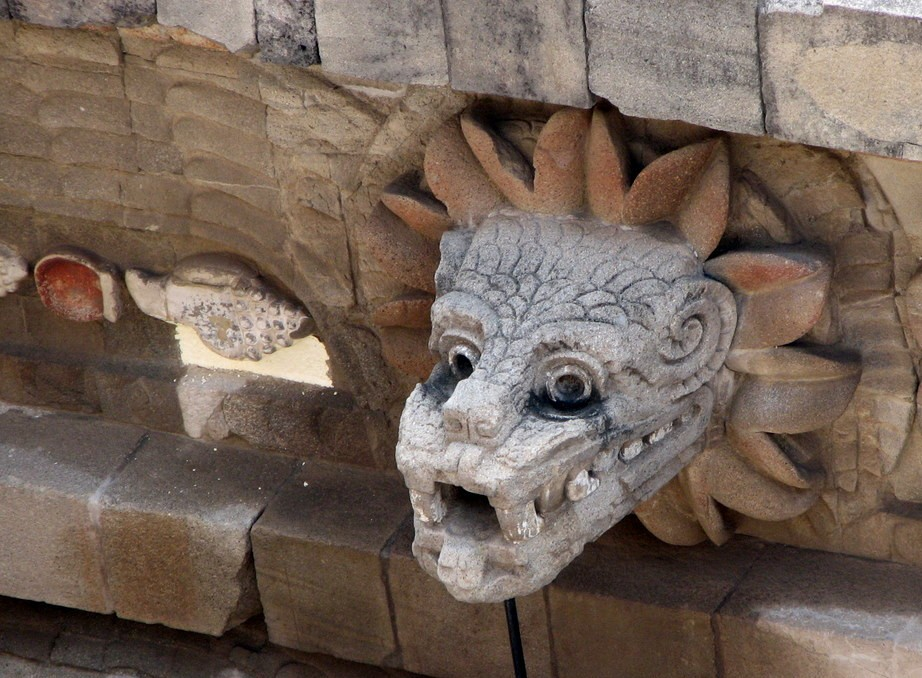
Buste de Quetzalcóatl (extérieur du temple du serpent à plumes à Teotihuacan).

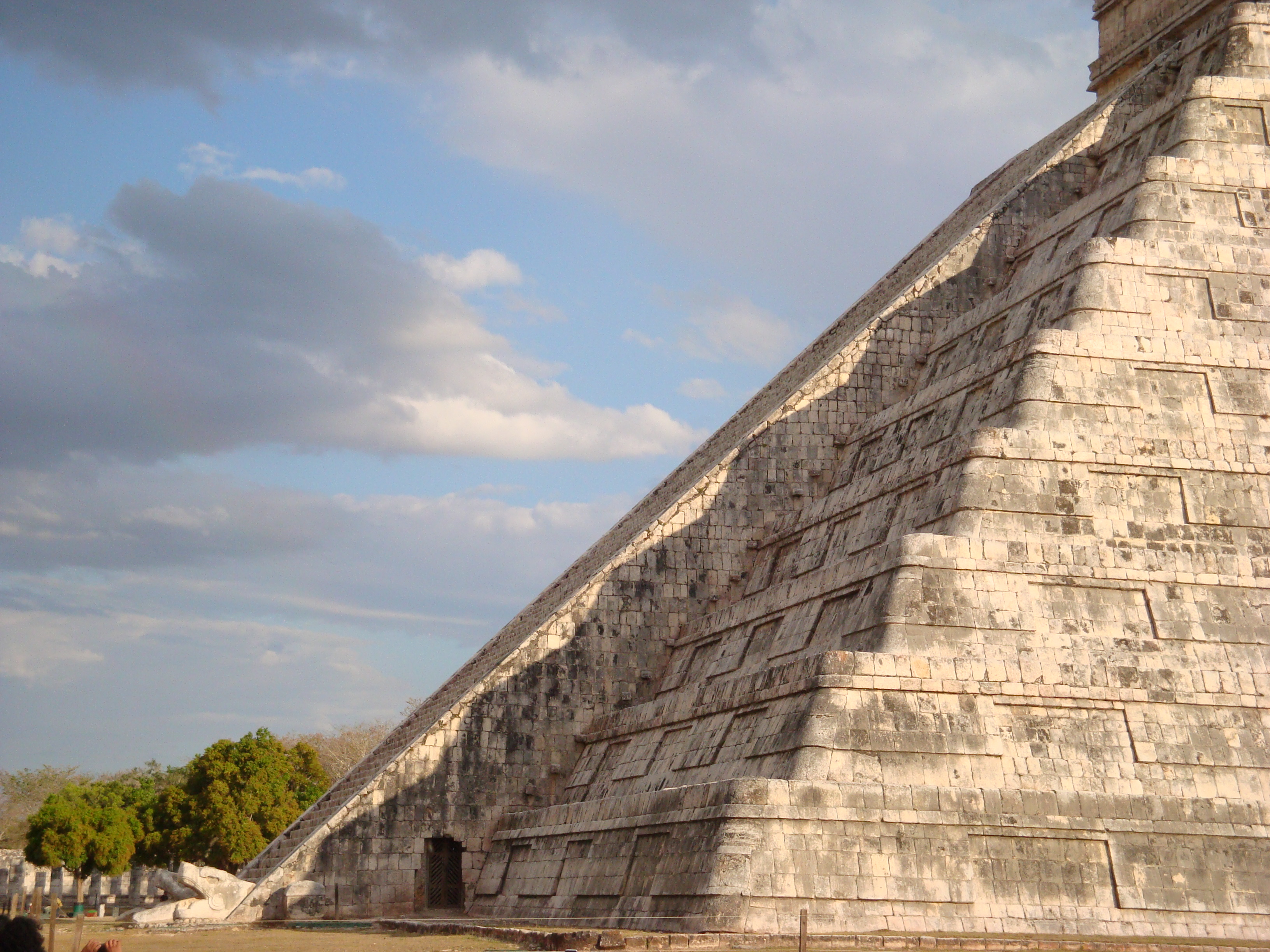
À Chichén Itzá, la sculpture de la bordure ouest de l'escalier nord de la pyramide de Kukulcán projette, lors des équinoxes, une ombre représentant l'arrivée du serpent à plumes, appelée communément « l'ascension et la descente de Kukulcán ».

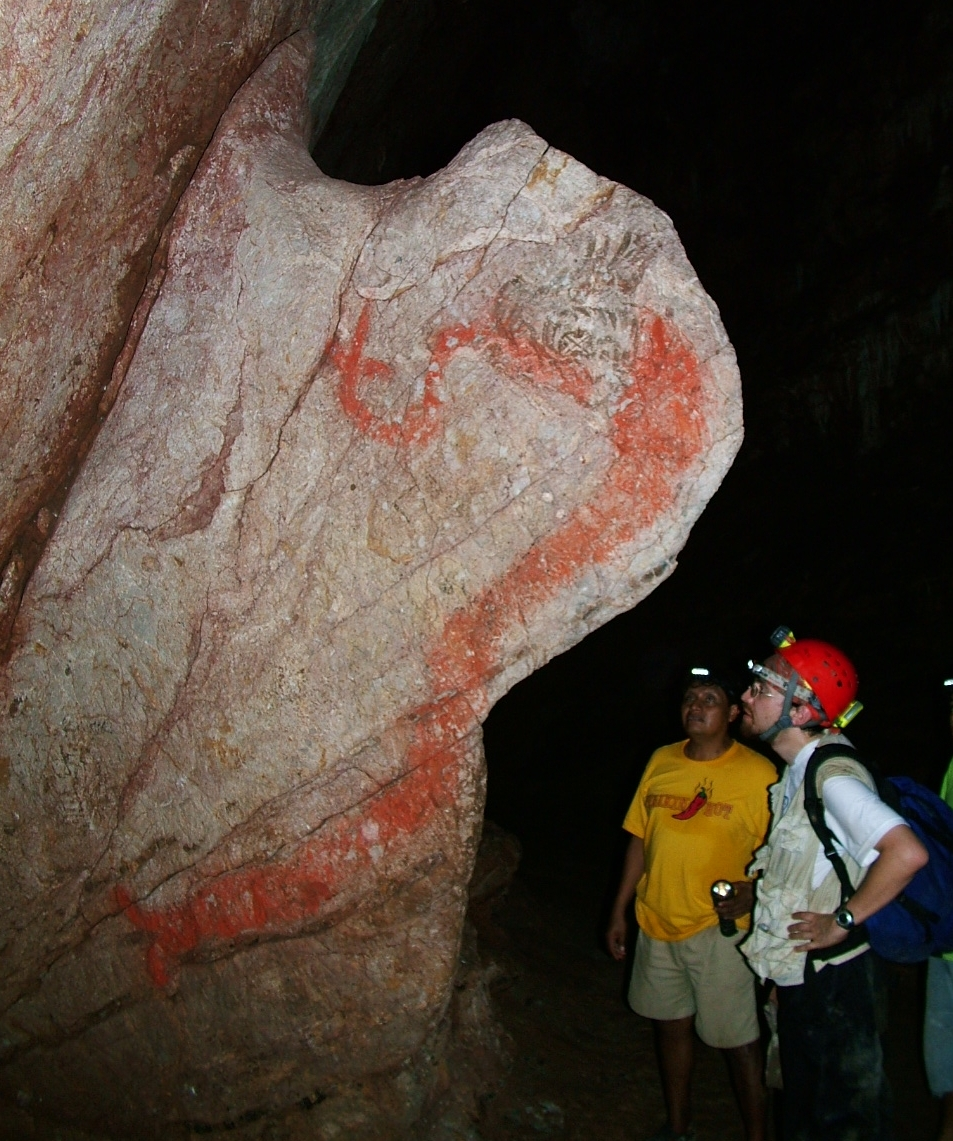
Représentation olmèque préclassique d'un serpent à plumes dans les grottes de Juxtlahuaca (État mexicain de Guerrero).

Le serpent à plumes (traduction de Kukulkan en maya et Quetzalcoatl en nahuatl) est une divinité dont le culte était très répandu en Mésoamérique.
Les plus anciennes représentations iconographiques de cette divinité datent du début de la période classique, vers 150 apr. J.-C., dans l'art public de Teotihuacan, notamment dans les peintures murales.
Son culte trouve ses origines à l'époque préclassique, vers 1200 av. J.-C., dans celui du serpent aquatique chez les Olmèques, qui s'est progressivement transformé en différentes entités telles que Quetzalcóatl et Ehécatl chez les Aztèques, Kukulkan chez les Mayas du Yucatán, Tohil chez les Mayas quichés ou encore Coo Dzavui chez les Mixtèques.

## Symbolisme
Le plus ancien et le plus immuable des aspects symboliques du serpent à plumes semble être de nature agricole. En effet, de cette ancienne époque jusqu'à aujourd'hui, les peuples indigènes l'ont associé au cycle de croissance du maïs, comparant les feuilles vertes de la plante à des plumes de quetzal et les épis à des écailles de serpent.
Comme souvent dans la pensée mésoaméricaine, le symbolisme du serpent à plumes est imprégné de dualisme : il est à la fois rattaché à la terre, par le serpent, et au ciel, par les plumes de l'oiseau. C'est tout le contraire du dualisme judéo-chrétien qui sépare le corps et l'esprit : ciel et terre, par le symbolisme du serpent à plume, ne font qu'un. Il s'agit d'un symbole moniste fort, avec deux polarités indissociables.
Il est également associé à la planète Vénus.